# Ръждивоопашата сврачка
Ръждивоопашата сврачка (Lanius isabellinus) е вид птица от семейство Laniidae.

## Разпространение и местообитание
Разпространен е в Афганистан, Бахрейн, Гамбия, Джибути, Египет, Еритрея, Етиопия, Йемен, Израел, Индия, Йордания, Ирак, Иран, Казахстан, Камерун, Катар, Кения, Киргизстан, Китай, Демократична република Конго, Кувейт, Ливан, Мавритания, Мали, Монголия, Непал, Нигерия, Обединените арабски емирства, Оман, Пакистан, Руанда, Русия, Саудитска Арабия, Сенегал, Сирия, Сомалия, Судан, Таджикистан, Танзания, Туркменистан, Уганда, Узбекистан, Чад и Южен Судан.
Видът е установен и в България 